# Utan dig
Utan dig är en svensk kortfilm från 2003 i regi av Mårten Klingberg, med Linda Källgren och Björn Bengtsson i rollerna.

## Handling
Helen är en skådespelerska som har ett förhållande med sin regissör och motspelare Björn. Hennes liv förändras när hon blir vittne till en ung kvinnas död.

## Om filmen
Filmen hade festivalpremiär 2003 och visades på SVT2 den 20 maj samma år.

## Rollista
- Linda Källgren - Helen
- Björn Bengtsson - Björn
- Magnus Roosmann
- Peter Perski
- Charlotta Jonsson
- Linda Santiago